# Alosidae
Famille
Les Alosidae sont une famille de poissons de l'ordre des Clupeiformes. Elle comprend notamment les aloses et les sardines.

## Liste des genres
Selon World Register of Marine Species (21 novembre 2023) :
- Alosa Linck, 1790
- Brevoortia Gill, 1861
- Sardina Antipa, 1904
- Sardinops C. L. Hubbs, 1929

## Galerie

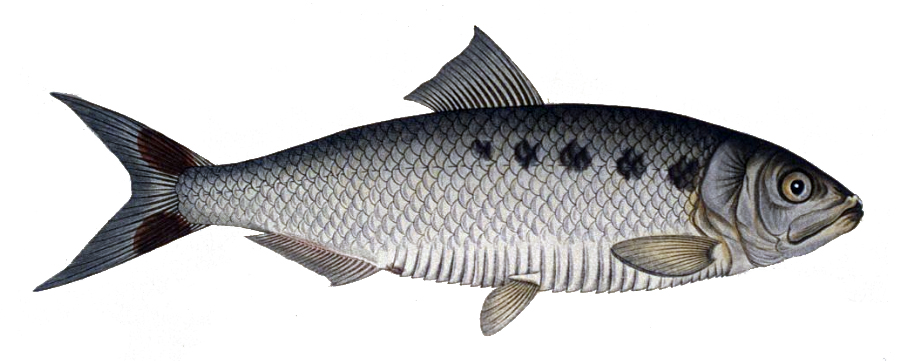
Alosa alosa.
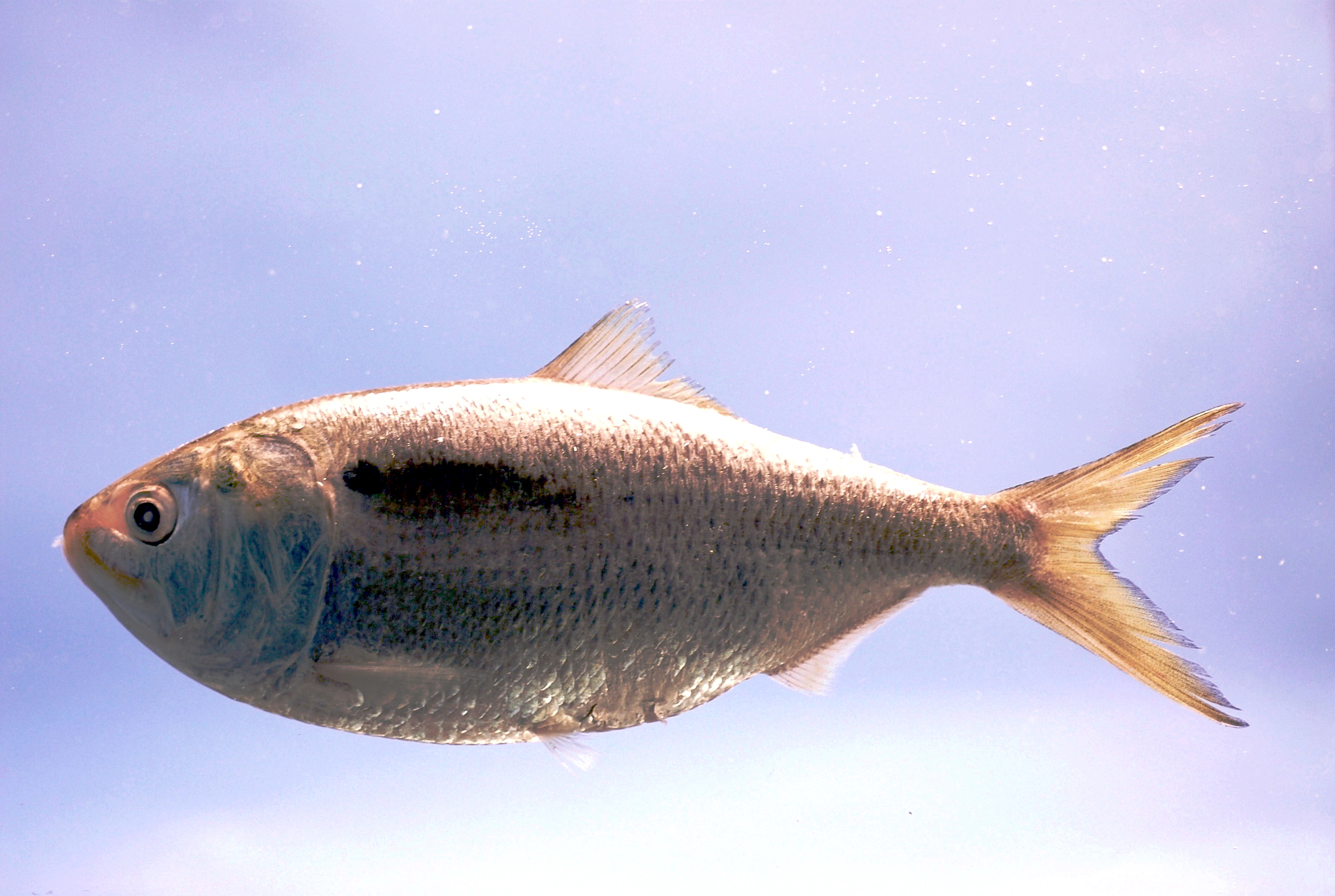
Brevoortia patronus.
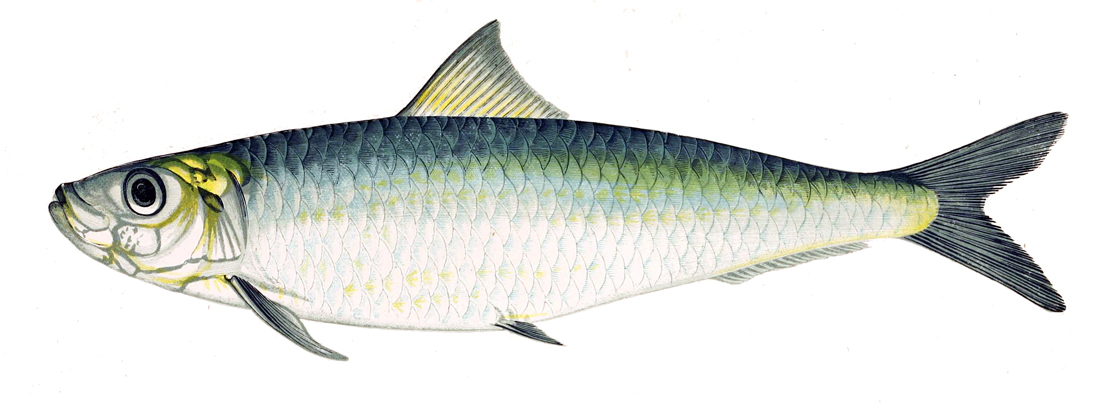
Sardina pilchardus.
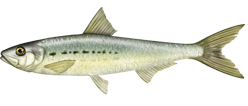
Sardinops sagax.

## Classification
Le nom valide complet (avec auteur) de ce taxon est Alosidae Svetovidov (d), 1952.